# Aloe inyangensis
Aloe inyangensis es una especie de planta suculenta perteneciente a la familia de los aloes. Es endémica de Zimbabue donde crece en lugares secos y roquedales.

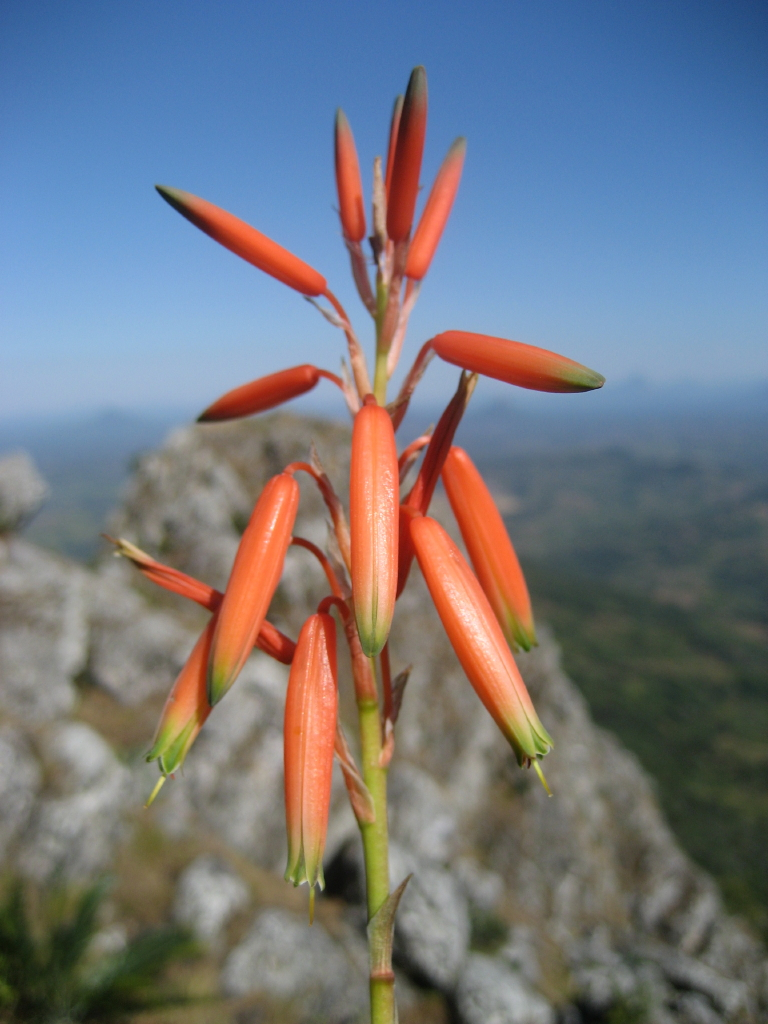
Ilustración

## Descripción
Es una planta suculenta con tallos que alcanza un tamaño de 1 m de largo. Hojas independientes, dísticas, con hojas laxas y una inflorescencia de 40 × 2,5 cm erecta con racimos.

## Distribución y hábitat
Se encuentra en las laderas de las montañas, por lo general lugares húmedos, y entre la roca vertical a la sombra del sol. Se distribuye por Zimbabue.
La variedad kimberleyana, se encuentra generalmente en los acantilados y, a menudo cerca de las cascadas o entre los bosques de hoja perenne, es particularmente robusta, mientras que la variedad típica, generalmente se encuentra en los lugares más secos en las losas de piedra y con más exposición al sol, es más pequeña, con hojas más cortas más estrechas e inflorescencias más cortas.

## Taxonomía
Aloe inyangensis fue descrita por Hugh Basil Christian y publicado en Fl. Pl. South Africa 16: 640, en el año (1936).
Etimología
Aloe: nombre genérico de origen muy incierto: podría ser derivado del griego άλς, άλός (als, alós), "sal" - dando άλόη, ης, ή (aloé, oés) que designaba tanto la planta como su jugo - debido a su sabor, que recuerda el agua del mar. De allí pasó al Latín ălŏē, ēs con la misma aceptación, y que, en sentido figurado, significaba también "amargo". Se ha propuesto también un origen árabe, alloeh, que significa "la sustancia amarga brillante"; pero es más probablemente de origen complejo a través del hébreo: ahal (אהל), frecuentemente citado en textos bíblicos.
inyangensis: epíteto geográfico que alude a su localización en el Monte Inyangani en Zimbabue.
Sinonimia
- Aloe inyangensis var. inyangensis (1936)
- Aloe inyangensis var. kimberleyana S.Carter[9][2]